# Марія Бузунова
Марія Бузунова (біл. Марыя Бузунова; нар. 19 серпня 1982) — білоруська футболістка, захисниця. Виступала за національну збірну Білорусі.

## Клубна кар'єра
З 1996 року виступала за «Бобруйчанку». У 2005 році виступала за бакинський «Гемрюкчу».
У сезоні 2012 року у складі «Бобруйчанки» стала чемпіонкою Білорусі. У 2013 році підписала контракт з «Мінськом», у футболці якого 2015 року завершила кар'єру гравчині.

## Кар'єра в збірній
У футболці жіночої молодіжної збірної Білорусі (WU-18) провела 5 матчів.
У футболці національної збірної Білорусі дебютувала 19 листопада 2011 року в програному (0:3) виїзному поєдинку 5-ї групи кваліфікації чемпіонату Європи проти збірної Словаччини. Марія вийшла на поле в стартовому складі та відіграла увесь матч. Єдиним голом за національну команду відзначилася 16 червня 2012 року на 72-й хвилині переможного (4:2) виїзного поєдинку 5-ї групи кваліфікації чемпіонату Європи проти Естонії. Бузунова вийшла на поле на 32-й хвилині замість Ірини Третьякової. Загалом у складі збірної Білорусі зіграла 6 матчів та відзначилася 1-м голом.